# Langobardski jezik
Langobardski jezik (ISO 639: lng:; lombardski), drevni germanski jezik kojim su nekada govorili pripadnici plemena Langobarda na području današnje Mađarske i sjeverne Italije. Klasificira se u visokonjemačke jezike.
Govorio se između 4 i 9 stoljeća poslije Krista.

## Grafemi
a, b, c, d, e, f, g, h, i, j, k, l, m, n, o, p, q(u), r, s, ʒ, t, þ, u, w, z

## Vanjske poveznice
- The Langobardic Language